# Chivalry 2
Chivalry 2 — многопользовательская hack and slash игра, разработанная Torn Banner Studios и изданная Tripwire Interactive. Сиквел Chivalry: Medieval Warfare (2012), Игра была выпущена 8 июня 2021 года на Windows, PlayStation 4, PlayStation 5, Xbox One и Xbox Series X/S.

## Игровой процесс
Chivalry 2 — игра в жанре экшн с видом от первого и третьего лица.
Игроки вооружены различным средневековым оружием ближнего боя, таким как боевые молоты, булавы, полутораручные мечи и боевые топоры, хотя они также могут использовать луки и стрелы. Новое оружие можно найти в оружейных тайниках на карте. У игроков есть три основных типа атаки в ближнем бою: горизонтальный, вертикальный и прокол, которые можно сочетать друг с другом. Им также необходимо блокировать враждебные атаки, иногда парируя их. В Chivalry 2 можно ранить своего союзника. Игроки также могут собирать отрубленные конечности любого персонажа и использовать их в качестве оружия. В Chivalry 2 есть возможность метать оружие ближнего боя во врагов.
Во всех командных режимах Рыцари Агаты, которые носят синее и белое обмундирование, и Орден Мазонов, которые носят красное и черное, противостоят друг другу. Тенозианская империя, третья фракция, была выпущена в более позднем обновлении. В режиме «Командная задача» одна группа должна проникнуть в замок противоположной команды и, в зависимости от карты, уничтожить конечную цель, сопроводить герцога, контролируемого игроком, в безопасную зону, устранить вражеского герцога или убить всех оставшихся вражеских игроков, при этом другой группе поручено защищать замок. Битва разделена на несколько фаз, каждая из которых имеет свои уникальные цели. На некоторых картах после захвата замка, лучшие игроки в атакующей или обороняющейся команде (в зависимости от карты) могут стать герцогом и получить различные игровые привилегии. Каждая фаза битвы рассчитана по времени, если захватчики не уложится в него, защитники побеждают.
26 октября 2021 года был введен режим «Драка», в нём игроки используют нетрадиционное оружие, такое как рыба, стул, бутылки, скалка, хлеб и ножка индейки.

## Разработка
Torn Banner Studio начала разработку игры в 2017 году. Chivalry 2 не задумывалась как реалистичный симулятор боя на мечах, разработчики описали её как: «драку в баре, а не на поединок по фехтованию», поскольку игроки могут использовать всё, что найдут на поле боя, в качестве оружия, эта функция была вдохновлена Монти Пайтон. Главной целью при разработке игры было увеличить её масштаб, количество персонажей на карте было увеличено до 64.
Chivalry 2 была анонсирована на E3 2019 издателем Tripwire Interactive во время выставки PC Gaming Show. Открытое бета-тестирование началось 27 мая 2021 года и продлилось до 1 июня. Игра была выпущена для Microsoft Windows на сервисе Epic Games Store в качестве временного эксклюзива на один год, PlayStation 4, PlayStation 5, Xbox One, Xbox Series X/S 8 июня 2021 года с поддержкой кроссплатформенной игры. Deep Silver выступила розничным издателем.
12 июня 2022 года игра стала доступна в Steam, а 4 октября того же года в Xbox Game Pass.

## Отзывы
| Сводный рейтинг    | Сводный рейтинг                                |
| Агрегатор          | Оценка                                         |
| ------------------ | ---------------------------------------------- |
| Metacritic         | PC: 82/100 PS4: 66/100 PS5: 85/100 XSX: 81/100 |
| Иноязычные издания |                                                |
| Издание            | Оценка                                         |
| IGN                | 9/10                                           |
| Jeuxvideo.com      | 16/20                                          |
| PCGamesN           | 8/10                                           |
| PC Gamer (US)      | 91/100                                         |

Chivalry 2 получил в целом положительные отзывы. Леана Хафер из IGN высоко оценила игру, написав: «Отличный компромисс между веселой рубкой и средневековой рукопашной, требующей навык, делает драки в Chivalry 2 весёлыми». В PC Gamer понравилось, как игра сочетает серьёзность и комедию, назвав её «лучшей средневековой боевой игрой». Издание PCGamesN сравнило дизайн и масштаб локаций с «голливудскими блокбастерами» и «Монти Пайтон». 
18 августа 2021 года Torn Banner объявил, что было продано 1 миллион копий игры. После выпуска в Steam было продано ещё 300 000 в течение первых 10 дней.